# Palms (Band)
Palms ist eine US-amerikanische Post-Rock-Band aus Los Angeles, Kalifornien, die im Jahr 2011 gegründet wurde.

## Geschichte
Die Band wurde im Jahr 2011 von Jeff Caxide (E-Bass), Aaron Harris (Schlagzeug) und dem Gitarristen und Keyboarder Bryant Clifford Meyer gegründet, nachdem sich deren Band Isis aufgelöst hatte. Schlagzeuger Harris hatte die Band Deftones bereits als Schlagzeugtechniker auf Tour begleitet und dadurch Sänger Chino Moreno kennengelernt. Nachdem die Mitglieder Moreno ein Demo zugeschickt hatten und Moreno das Demo mit seinem Gesang zurückgesandt hatte, stieß er schließlich als Sänger zur Band. Ende 2012 begab sich die Band ins Studio, um ihr selbstbetiteltes Debütalbum aufzunehmen, das Ende Juni 2013 erschien.

## Stil
Andreas Schiffmann von musikreviews.de ordnete das selbstbetitelte Debüt dem Postrock zu, wobei der Gesang Morenos ausdruckslos und im Gegensatz zu den Werken von Deftones nicht aggressiv ausfiel. Markus L. schrieb auf derselben Seite, dass die Stärken mehr in den instrumentalen Passagen und weniger im Gesang lagen. Er verglich die Band außerdem mit Jeff Caxides Projekt Crone. Die Band selbst bezeichnet sich als „heavy, stargazing rock outfit“. Nach Schlagzeuger Harris unterscheidet sich die Musik auch deutlich von der Vorgängerband Isis: „[Die Lieder haben] eine Struktur, die wir bei Isis nie hatten. Es gibt Strophen und Refrains – wir haben viel normalere, leisere Songs geschrieben und mit Dingen experimentiert, die wir bei Isis nur angerissen hatten.“

## Diskografie
| Jahr | Titel Musiklabel        | Höchstplatzierung, Gesamtwochen, AuszeichnungChartsChartplatzierungen (Jahr, Titel, Musiklabel, Platzierungen, Wochen, Auszeichnungen, Anmerkungen) | Anmerkungen                         |
| Jahr | Titel Musiklabel        | US | Anmerkungen                         |
| ---- | ----------------------- | --- | ----------------------------------- |
| 2013 | Palms Ipecac Recordings | US55 (1 Wo.)US | Erstveröffentlichung: 25. Juni 2013 |